# Стригин-Оболенский, Иван Иванович Щетина
Иван Иванович Стригин-Оболенский по прозванию Щетина († 1538) — князь, воевода, наместник и боярин во времена правления Ивана III Васильевича и Василия III Ивановича.
Сын родоначальника князей Стригины-Оболенские, князя и боярина Ивана Васильевича Оболенского по прозванию Стрига.

## Биография
Второй воевода левой руки в походе в ливонские земли (1495). Распорядитель переправы через Волгу конной рати в неудачном походе на Казань князя Дмитрия Ивановича Жилки (1506). Воевода Сторожевого полка в Литовском походе (1508). Во втором Смоленском походе воевода Передового полка (1514). Второй воевода Передового полка на Вошане (1516). Пожалован в бояре (1519). Первый воевода на Белой (1520). При нашествии Магмет-Гирея, один из воевод в Муроме (июнь 1521). Наместник Новгорода, заключивший мирный договор с уполномоченными Густава Вазы (03 апреля 1524). При нашествии крымского царевича Ислама, с другими воеводами, стоял с войсками на Оке, не допустив переправу войск царевича через реку и принудили его уйти прочь (сентябрь 1527). Полковой воевода на Коломне (1528-1529). Полковой воевода на Кашире (1530-1532).  Умер († 1538).

## Семья
Жена: Степанида Ивановна урождённая Морозова, дочь Ивана Константиновича Зубатого-Морозова (генеалог Г.А. Власьев отмечает, что она жила во второй половине XVI века, а потому сомнительно, чтобы могла быть женой князя Ивана Ивановича). От брака имели сына, Романа Ивановича, умершего в молодости.